# Nostra Signora di Montallegro

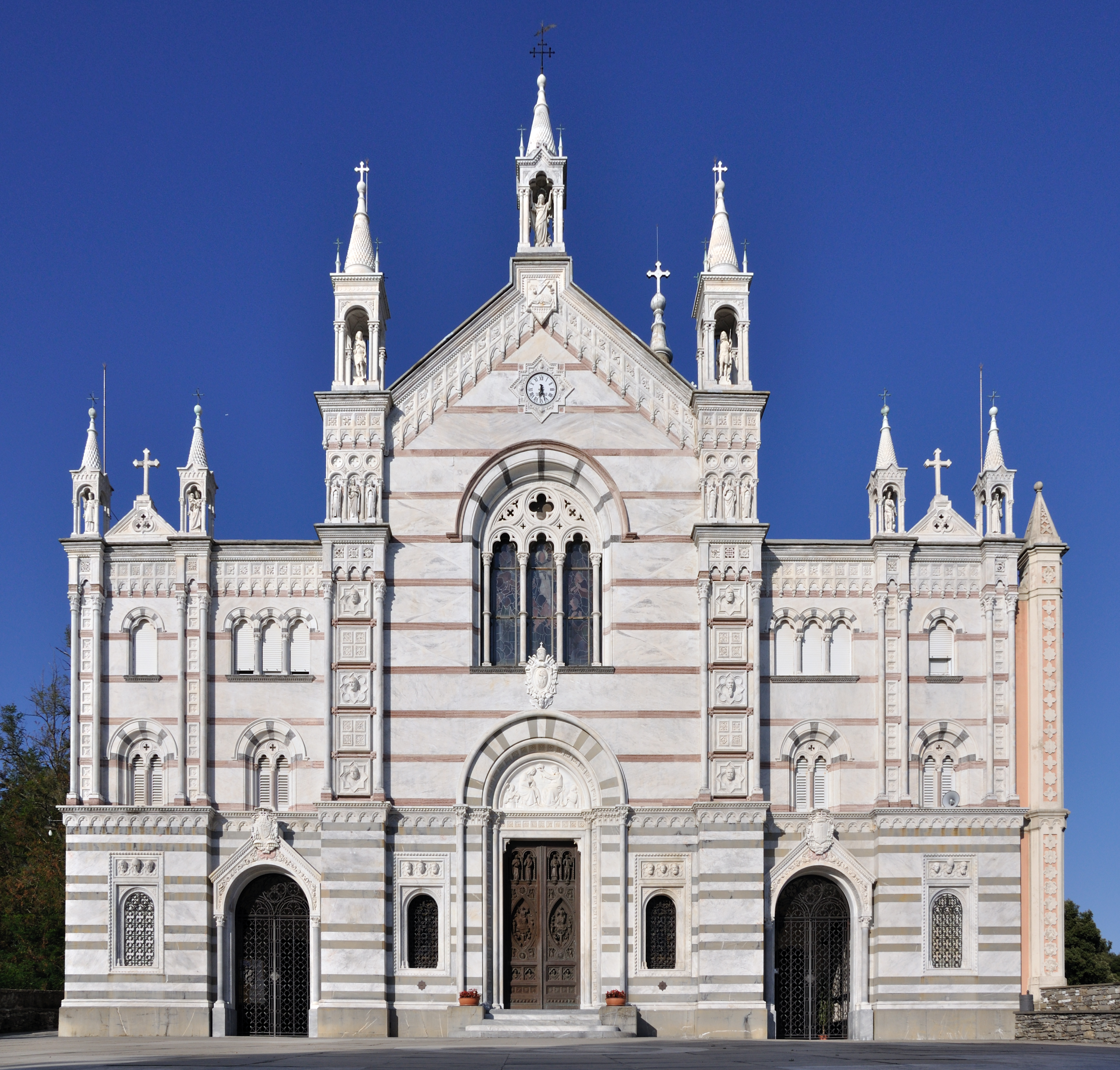
Basilika Madonna di Montallegro

Die Basilika Madonna di Montallegro ist eine römisch-katholische Kirche oberhalb von Rapallo in der Metropolitanstadt Genua, Italien. Die Wallfahrtskirche des Bistums Chiavari hat den Rang einer Basilica minor. Mitte des 16. Jahrhunderts wurde die Wallfahrtsstätte nach einer Marienerscheinung auf 612 Metern Höhe im Stil des Barocks errichtet, sie gilt als eines der wichtigsten Marienheiligtümer der genuesischen Metropolregion und Liguriens.

## Geschichte
Nach der überlieferten Marienerscheinung des Bauern Giovanni Chichizola, der am 2. Juli 1557 eine „blau-weiß gekleidete Dame von anmutiger und sanfter Erscheinung“ gesehen hatte, wurde von der Bevölkerung von Rapallo bis 1558 eine Kirche für das von der Jungfrau hinterlassene kleine byzantinische Gemälde mit der angegliederten Pilgerunterkunft errichtet. Dieses wurde vor allem 1640 renoviert und vergrößert. 1867 wurden vom Schweizer Pietro Delucchi Pilaster, Kapitelle und Stuck renoviert. Die heutige Marmorfassade des Mailänder Architekt Luigi Rovelli wurde 1896 erstellt. Papst Pius XII. verlieh der Kirche 1942 den Titel einer Basilica minor.
Die Madonna von Montallegro ist seit 1739 die Schutzpatronin der Stadt Rapallo. Zusammen mit der Madonna dell’Orto, die am 2. Juli 1610 in Chiavari erschien, ist sie die Schutzpatronin des Bistums Chiavari.

## Beschreibung

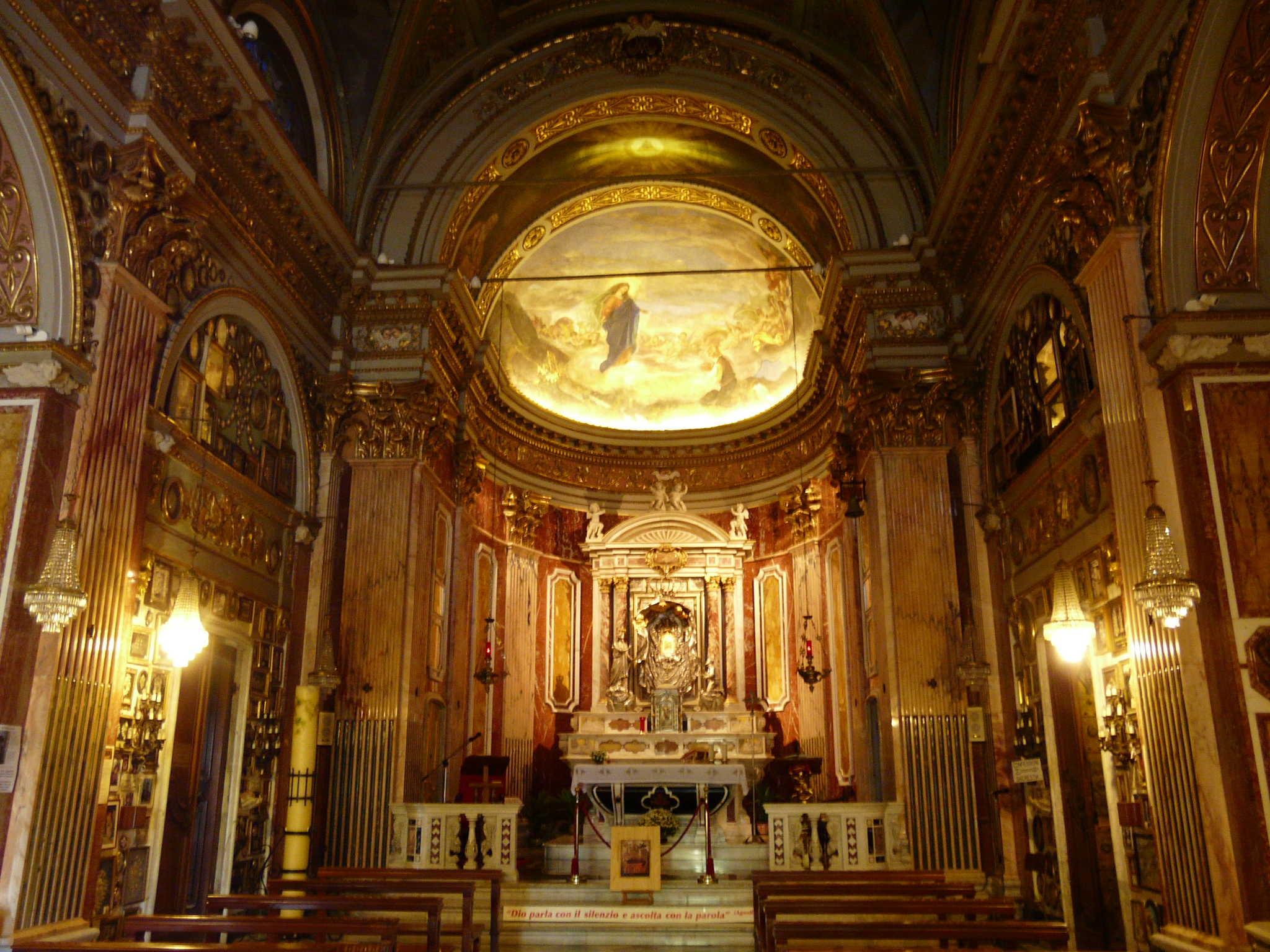
Innenraum

Die Saalkirche besteht aus einem einzigen Schiff mit einer Länge von 25 Metern und einer Breite von 11 Metern. Sie ist ausgestattet mit vier Seitenaltären und dem Hauptaltar, in dem Werk von Luigi Rovelli aus dem 19. Jahrhundert wird das kleine byzantinische Marienbild aufbewahrt, welches 1743 endgültig in einem barocken Silberrahmen aufgestellt wurde, der von dem Adligen Tomaso Noce gestiftet wurde.
Im ersten Altar auf der rechten Seite befindet sich ein Gemälde der Heimsuchung von Nicola Carlone aus dem Jahr 1704; am zweiten Altar befindet sich ein Kruzifix aus weißem Marmor von Francesco Schiaffino. Auf dem zweiten Altar auf der linken Seite befindet sich ein Gemälde mit der Verkündigung von Luca Cambiaso und auf dem ersten Altar die Schmerzensmutter von Nicolò Carlone (1707).
Die Fresken und malerischen Ausschmückungen des Gewölbes und der Apsisgewölbes stammen von den Malern Francesco Boero aus Rapallo – mit einer vierteiligen Darstellung der mit der Figur der byzantinischen Ikone verbundenen historischen und „wundertätigen“ Ereignisse – und von dem Genueser Nicolò Barabino, der über dem Hochaltar die Szene der Marienerscheinung darstellte.
Die Orgel stammt aus dem Jahr 1907 und wurde von der Firma Inzoli aus Crema gebaut. Der Glockenturm hat acht Glocken, die 1946 von der Gießerei Capanni in Castelnovo ne’ Monti gegossen wurden.

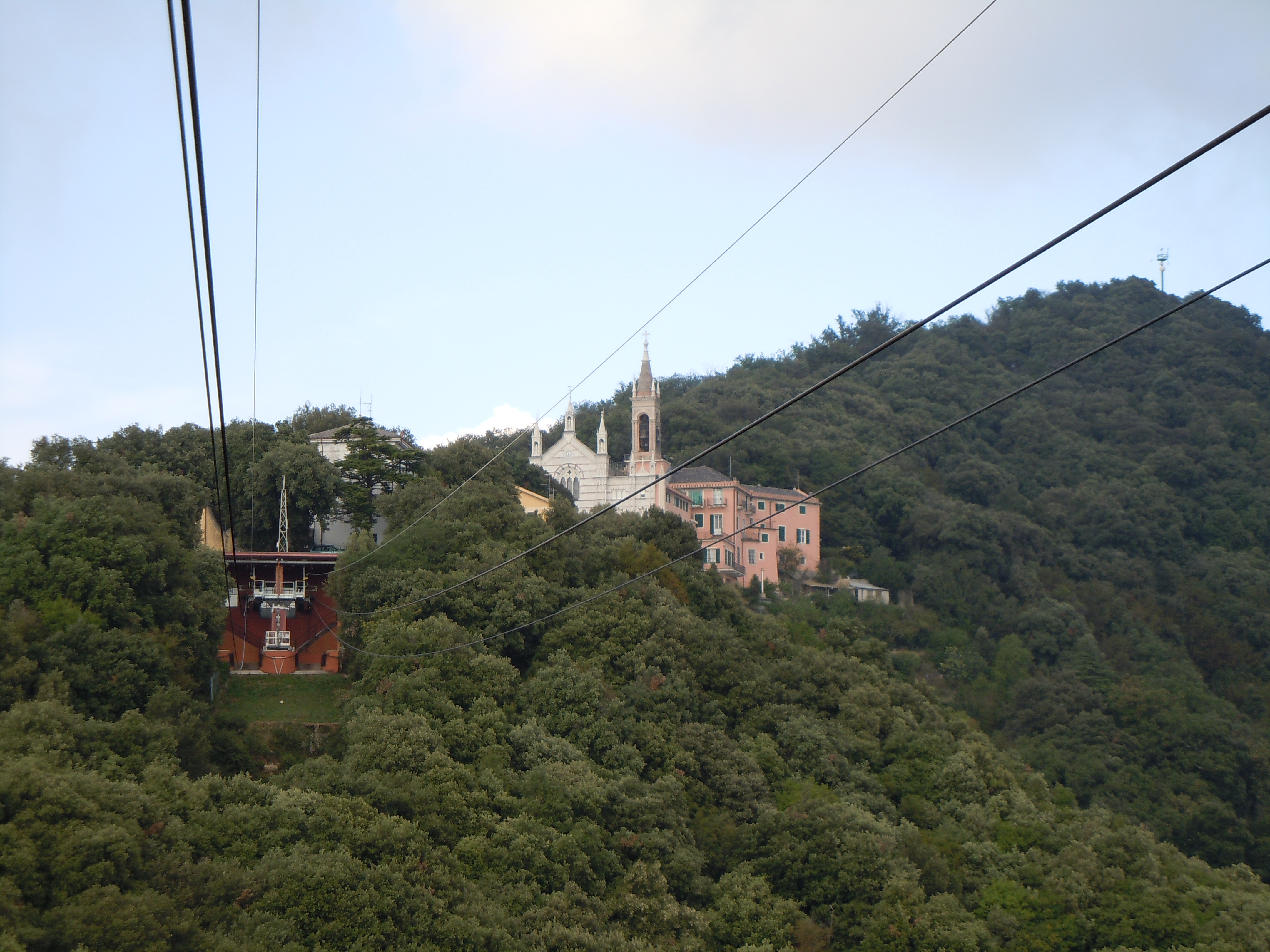
Blick von der Seilbahn

## Zufahrt
Neben der 1932 von Rapallo aus fertiggestellte Straße führt ein Pilgerpfad mit Kreuzwegstationen zur Kirche hinauf. Als öffentlicher Verkehr fährt neben einem speziellen Linienbus die 1934 eingeweihte Seilbahn zum Heiligtum hinauf. Diese wurde in den 2000er Jahren sicherheitstechnisch modernisiert und bietet während der 8 Minuten dauernden Fahrt einen Panoramablick auf den Golf von Rapallo und die Buchten von Santa Margherita Ligure und Portofino.